# يوهانس هاور
يوهانس هاور (بالألمانية: Johannes Hauer)‏ (و. 1984  م) هو ممثل مسرحي، وممثل أفلام ألماني، ولد في فيلينغن-شفنينغن.

## وصلات خارجية
- يوهانس هاور على موقع IMDb (الإنجليزية)

- يوهانس هاور في قاعدة بيانات الأفلام على الإنترنت